# 可行性研究
可行性研究，是管理學、投資學、市场學及工程學中常見的術語和前期准备过程，簡單而言即是計畫及考慮某項目建議的可行與否。大型项目开始之前，當然必須要有一個理性的及詳實的可行性研究，以确定工程或投资计划是否可行，一般包括环评、安全评价、社会影响评价、地址影响评价等多方面。
可行性研究是管理學上的計劃模型，其中過程包括清楚確定現行的不足、期望的需要，列出所有解決方案，資料搜集，在各種資源條件許可之下，列出最有可行的一個或多個計劃建議，有待最後審議及批准。
可行性研究中所考慮的問題，包括:
1. 經濟上的可行性
2. 技術上的可行性
3. 時間表上的可行性
4. 組織架構上的可行性